# Société européenne de mini-informatique et systèmes
La Société européenne de mini-informatique et systèmes (SEMS) est un ancien constructeur informatique français spécialisé dans les mini-ordinateurs, qui a commercialisé deux lignes très populaires, celle du Solar et celle du Mitra 15. La SEMS est passée sous le contrôle de Bull au moment de sa nationalisation en 1982.

## Histoire

### Percée du Mitra 15
Conçu en 1971 pour profiter des microprocesseurs et du progrès dans les circuits intégrés dans le contrôle des automatismes industriels, la téléinformatique et l'enseignement, puis amélioré en 1973, le Mitra 15 est vendu en moyenne 0,3 million de francs, en haut de la gamme des mini-ordinateurs. Malgré la pénurie de composants pour la mémoire centrale qui pénalise ce positionnement, résolu lors du lancement du Mitra 125 en juin 1975, il atteint en 1974 un chiffre d'affaires de 150 millions de francs, soit un huitième des ventes totales de la CII, dont « 30 % pour la téléinformatique » et « environ 20 % » à l'exportation, observe Le Monde. En 1974, EDF exigeant un prix de gros très bas, la CII lui vend discrètement son Mitra 15 sous le nom « Mitra FDE 15 T », enrichi de fonctionnalités CIT-Alcatel. Cette déclinaison du Mitra 15 pour EDF permet à CII d'emporter à bas prix le marché face à l'Américain DEC. Il se vendra au total plus de 7 000 exemplaires de Mitra 15, avant et après la SEMS.

### Concurrence de la Télémécanique à Grenoble
À partir de 1973, la Télémécanique lance à Grenoble des travaux pour sortir un mini-ordinateur capable de concurrencer la gamme PDP-11 Digital Equipment Corporation, qui a un grand succès sur le marché mondial et français. Optimisé dès 1975, le Solar 16 prend des parts de marché importantes. La division informatique de Télémécanique affiche 150 millions de francs de chiffre d'affaires, grâce au décollage du marché des mini-ordinateurs. C'est le même montant que pour les mini-ordinateurs Mitra 15 de la CII, qui assurent 1800 emplois à Toulouse , le quart des 8200 salariés de la CII (dont 1700 dans les bureaux d'études).

### Fusion imposée par l'Etat en 1976
En 1976, l'État souhaite opérer des rectifications de frontières entre CGE et Thomson, tous les deux présents dans l'informatique, lors de l'opération contestée fusionnant la CII à Honeywell. Sous sa pression, la Télémécanique doit céder sa division informatique, qui fusionne avec la partie de la CII produisant les mini-ordinateurs concurrents, les Mitra 15, pourtant incompatible avec la gamme Solar. La SEMS est créée pour l'occasion, filiale de Thomson à 55 %, tout comme son nouveau sous-traitant, la Compagnie industrielle pour l'électronique, constituée des usines de Toulouse et des Andelys de l'ex-CII et de son siège social de Rocquencourt (Yvelines). 

### Compensation donnée à un Thomson opposé à la fusion
Paul Richard, PDG de Thomson, l'un des deux actionnaires de la CII, est lui hostile à l'opération fusionnant la CII à Honeywell, voulue par la CGE dès 1973, annoncée par l'Etat en mai 1975, au motif les bénéfices de Honeywell-Bull ont été en 1975 supérieurs à ceux de 1974 et que les Français garderaient le contrôle. Cette fusion « n'a pas été acquise sans mal ni sans remous » et « brade l'informatique française aux intérêts américains », selon les syndicats et les partis de gauche. Elle est surtout refusée par le PDG de la CII et son actionnaire Thomson, qui voient anéanti « l'espoir placé dans la réussite d'une entreprise européenne », le consortium Unidata, "Airbus de l'informatique".
Cette fusion est toujours en négociation en décembre 1975, quand Jean-Claude Achille est chargé d'une mission spéciale de médiation. Paul Richard obtient alors une triple compensation, annoncée peu après. Publié en février 1976, le rapport de Jean-Claude Achille propose une solution très avantageuse pour lui, concernant les usines de la CII à Toulouse et Les Andelys, sur laquelle Thomson avait d'abord affecté d'être réticent . 

### Le cas de  l'usine de Toulouse
Thomson obtient aussi que l'Etat finance l'apparition d'un gros déficit en 1975 et les départs volontaires qui en résultent à l'usine de Toulouse. Le ministre de l'industrie et de la recherche Michel d'Ornano révèle ainsi en avril 1976 que le déficit de la CII antérieur à 1975, évalué à 75 millions de francs, sera assumé par ses actionnaires, mais que celui qui vient de se creuser brutalement en un an, sur l'exercice 1975, à 535 millions de francs, malgré une activité commerciale fin 1975 « très bonne », sera pris en charge par l'État, qui versera aussi 200 millions de francs pour aider à la reconversion de l'usine de Toulouse,  affectée par les "incertitudes qui ont pesé sur l'avenir de la CII" selon Thomson. 
Au cours de cette année 1975, l'usine de Toulouse a subi la grave crise économique résultant du Premier choc pétrolier, combinée à l'apparition du troisième acteur sur le marché, le Solar de la Télémécanique. Par ailleurs, l'abandon d'Unidata a provoqué la résiliation des commandes de Siemens portant sur les appareils X 4 et X 5, « rude coup pour le plan de charge des usines françaises ».
La vente du Mitra 15 était en partie couplée par la CII avec celle du gros ordinateur Iris 80, au point qu'on « peut se demander » si la CII « ne sera pas contrainte de se lancer sur ce marché et de fabriquer ses propres matériels », pour remplacer le départ soudain du Mitra 15 à la SEMS, observe en septembre 1976 Le Monde. 
Paul Richard obtient aussi que l'usine de Toulouse sous pavillon de la SEMS, avec la marque Mitra, que la SEMS produira non sans difficulté, en sous-traitance pour CII-HB, en attendant que Toulouse puisse « s'intéresser à des fabrications nouvelles, composants ou matériel téléphonique », sachant qu'Honeywell, qui avait récupéré les 4000 salariés des usines Bull de Belfort et Angers en 1970, a lancé dès janvier 1976, mais avec du retard, son propre mini-ordinateur, le Mini 6, vendu de 13500 à 270 000 francs et héritier du 61 fabriqué par Honeywell-Bull
Ce dernier à un espace d'adressage limité, qu'il fallait débrancher, et repose sur un projet de microprocesseur 1500 qui échouera, obligeant à finaliser en 1978 un rachat du Micral, en raison des cloisonnement conservés après la fusion entre CII et Honeywell, selon Georges Krystal et Claude Gouin, chargés de l'étude du TPO (Très petit ordinateur) dans l'équipe PSRT (Petits Systèmes, Systèmes Spéciaux, Réseaux et Terminaux) dirigé par Jack Petersen, sous la supervision de Claude Boulle. Jean-Pierre Brulé, PDG de CII-HB, reconnait alors que ce lancement « pose un problème ».
La fabrication du Mitra 15 sera finalement transférée à Crolles, dans la banlieue de Grenoble. Au terme d'une fusion très conflictuelle, la SEMS continue à produire des Solar (ordinateur) 16, tout en vendant également des Mini 6 de CII-HB [réf. nécessaire].

### Mai 1976, D'Ornano bloque l'arrivée de Dec à Annecy
Thomson, actionnaire majoritaire de la SEMS, sera de nouveau protégé un mois plus tard par Michel d'Ornano face à l'Américain Digital Equipment Corporation. En mai 1976 , il s'oppose à cinq parlementaires du département de la Haute-Savoie, quand il s'est prononcé contre l'installation d'une usine de l'Américain Digital Equipment Corporation, qui avait acquis un terrain de 30 000 mètres carrés à Annecy-le-Vieux et proposait des "mini-ordinateurs" et des périphériques à des prix de 15 % moins élevés. Michel d'Ornano jugeait qu'elle pourrait menacer le plan " péri-informatique " français mis en place par son gouvernement par le rapprochement des activités " mini-informatique " de la Télémécanique et de la CII. Le ministre de l'industrie tablait alors sur une croissance de 25 % de ce marché au cours des cinq prochaines années.

### Rapatriement à Paris
Accusé de s'être aligné sur les intérêts de la CGE en abandonnant le Plan Calcul, le gouvernement autorise aussi au même moment Thomson à écorner son monopole par le rachat de la Société française des téléphones Ericsson et des 68 % détenus par ITT dans Le Matériel téléphonique. Il ne favorise pas non plus le projet de rachat du constructeur Logabax, en difficulté, par la CGE.
Quand Thomson décide en fin de décennie de ne pas s'investir dans le Solar et rapatrier de Grenoble à Paris toutes les activités de recherche et développement de sa filiale SEMS, des ingénieurs la quittent et rejoignent des petites sociétés comme Cerci

### Années 80 et nationalisation
À partir de 1980, la SEMS commercialise aussi des stations de travail sous UNIX, pour la CAO. Après la nationalisation de Bull en 1982, elle passe sous son contrôle. Le Mitra 15 se retrouva en compétition avec les successeurs du Mini 6, fabriqué sous licence Honeywell. La SEMS fut alors incluse dans « Groupement d'informatique distribuée », rassemblant les lignes de produits d'origine extra-Honeywell-Bull.
En 1984, le centre de recherches de Louveciennes de la SEMS fut fermé et toutes ses activités regroupées à Échirolles, dans la banlieue de Grenoble, avec la ligne Solar héritée de Télémécanique. Le réseau commercial limita les ventes des Mitra 15 à la continuation des affaires.